# Alfred Cedergren
Petter Alfred Cedergren, född 12 juli 1847 i Vänge socken, Gotlands län, död  2 mars 1931 i Vänge församling, var en svensk harmoniumtillverkare i Bjerges på Gotland. Han grundade företaget 1870 och höll på ända fram till cirka 1925. Cedergren var även reparatör, snickare och orgelstämmare. 
På Gotland finns Cedergrens orgelmuseum.

## Biografi
Cedergren föddes 12 juli 1847 i Vänge socken och han var son till husbonden Arvid Cedergren och Margaretha Maria Olofsdotter. År 1865 flyttade de till kyrkbyn i Etelhems socken. Familjen bosatte sig 1870 på gården Bringes. Där gifte han sig med Ida Josefina Johansson (1866–1933). Makarna Cedergren är begravda på Vänge kyrkogård.

## Medarbetare
- 1874–1877 – Gustaf Henrik Fagerlund (född 1853). Han var snickararbetare hos Cedergren.
- 1876–1881 – Anders Petter Ardell (född 1857). Han var snickarlärling hos Cedergren.
- 1880–1886 – Karl Peter Laurentius Lingwall (född 1851). Han var snickargesäll hos Cedergren.
- 1886–1888 – Johan Fredrik Lingwall (född 1853). Han var snickare hos Cedergren.
- 1888–1898 – Carl Hugo Öselin (född 1867). Han var lärling och senare snickare hos Cedergren.
- 1891 – Teodor Herman Julis Wemström (född 1873). Han var lärling hos Cedergren.
- 1892–1893 – Johannes Teodor Blomberg (född 1869). Han var lärling hos Cedergren.
- 1895–1897 – Carl Rudolf Hallberg (född 1871). Han var snickarlärling hos Cedergren.
- 1904–1906 – Jacob Herman Häggvall (född 1875). Han var snickare hos Cedergren